# أوتليا
الأوتليا (الاسم العلمي: Ottelia) هي جنس من النباتات يتبع الفصيلة الحب المائية من رتبة المزماريات.

## أنواع الأوتليا
- أوتليا مستدقة (الاسم العلمي:Ottelia acuminata)
- أوتليا مزمارية (الاسم العلمي:Ottelia alismoides)
- أوتليا بالنسية (الاسم العلمي:Ottelia balansae)
- أوتليا صغيرة الأوراق (الاسم العلمي:Ottelia brachyphylla)
- أوتليا برازيلية (الاسم العلمي:Ottelia brasiliensis)
- أوتليا قلبية (الاسم العلمي:Ottelia cordata)
- أوتليا أسطوانية (الاسم العلمي:Ottelia cylindrica)
- أوتليا مكشوطة (الاسم العلمي:Ottelia emersa)
- أوتليا مكشوفة (الاسم العلمي:Ottelia exserta)
- أوتليا فيشرية (الاسم العلمي:Ottelia fischeri)
- أوتليا كونينية (الاسم العلمي:Ottelia kunenensis)
- أوتليا ليزوسكية (الاسم العلمي:Ottelia lisowskii)
- أوتليا لوابولاوية (الاسم العلمي:Ottelia luapulana)
- أوتليا مساريقية (الاسم العلمي:Ottelia mesenterium)
- أوتليا شائكة (الاسم العلمي:Ottelia muricata)
- أوتليا بيضاوية الأوراق (الاسم العلمي:Ottelia ovalifolia)
- أوتليا خشنة (الاسم العلمي:Ottelia scabra)
- أوتليا أولفية الأوراق (الاسم العلمي:Ottelia ulvifolia)
- أوتليا فيرديكية (الاسم العلمي:Ottelia verdickii)
- أوتليا بونجونية (الاسم العلمي:Ottelia bongoensis)
- أوتليا قصيرة الأوراق (الاسم العلمي:Ottelia brevifolia)